# 原ノ町駅
原ノ町駅（はらのまちえき）は、福島県南相馬市原町区旭町にある、東日本旅客鉄道（JR東日本）常磐線の駅である。南相馬市（合併以前の旧原町市）および福島県相双地方の代表駅である。

## 歴史
- 1898年（明治31年）4月3日：日本鉄道磐城線の駅として開業[4]。
- 1905年（明治38年）2月16日：電報の取り扱いを開始[5]。
- 1906年（明治39年）11月1日：日本鉄道が国有化され、官設鉄道の所属となる[4]。
- 1909年（明治42年）10月12日：線路名称の制定により、常磐線の所属となる。
- 1947年（昭和22年）8月5日：昭和天皇の戦後巡幸。昭和天皇の奉迎がお召し列車の停車時間を利用して駅前で行われる[6]。
- 1949年（昭和24年）6月1日：日本国有鉄道が発足。
- 1967年（昭和42年）8月20日：常磐線の全線電化が完成（草野駅 - 岩沼駅間）で、当駅にも電車が発着するようになる。
- 1984年（昭和59年）2月1日：貨物の取り扱いを廃止[4]。
- 1985年（昭和60年）3月14日：荷物の扱いを廃止[4]。
- 1987年（昭和62年）4月1日：国鉄分割民営化により、JR東日本の駅となる[4]。
- 1992年（平成4年）：駅レンタカー営業所の営業を開始[7]。
- 1999年（平成11年）3月31日：駅レンタカー営業所の営業を終了[8]。
- 2005年（平成17年）3月27日：自動改札機を導入。
- 2007年（平成19年）3月18日：ダイヤ改正により、普通列車は当駅以南での415系使用拡大による車両とホームの段差の関係で、一部を除き当駅で乗り換えになった（701系のみ直通）。
- 2008年（平成20年）3月：指定席券売機を導入。
- 2009年（平成21年）3月14日：仙台方面でICカード「Suica」の利用が可能となる[報道 1]。
- 2011年（平成23年）
  - 3月11日：東北地方太平洋沖地震（東日本大震災・福島第一原子力発電所事故）により、営業を休止[9][10]。
  - 5月23日：当駅への代行バスの乗り入れを開始[11][報道 2]。
  - 12月20日：当駅 - 相馬駅間で代行バスの運転を終了。
  - 12月21日：当駅の営業および当駅 - 相馬駅間での運転を再開[報道 3]。
- 2015年（平成27年）1月31日：当駅 - 竜田駅間で代行バスの運行を開始[報道 4]。
- 2016年（平成28年）
  - 3月14日 - 3月19日：震災後当駅構内留置を行っていた651系K202編成と415系K534編成が撤去される[新聞 1]。
  - 7月12日：小高駅 - 当駅間の運転を再開。代行バスは引き続き当駅から運行される[報道 5]。
- 2017年（平成29年）4月1日：浪江駅 - 小高駅間の運転再開に伴い、代行バスは当駅への下り1本のみとなる[報道 6]（2020年〈令和2年〉3月13日まで）。
- 2020年（令和2年）
  - 3月14日：小高駅まで、ICカード「Suica」の利用が可能となる[報道 7]。普通列車は当駅を境に折返し運転となる[報道 8]。発車メロディーが相馬民謡「相馬流れ山」に変更し、使用を開始[新聞 2]。
  - 7月15日：駅舎の正面壁面を、相馬野馬追、サムライ文化、歴史をイメージさせる城壁風のデザインのものにリニューアル[報道 9][新聞 3]。
- 2023年（令和5年）
  - 3月18日：話せる指定席券売機を導入[12]。
  - 6月1日：原ノ町運輸区と融合し、原ノ町統括センター発足。原ノ町駅長は原ノ町統括センター所長が兼務となる。
  - 6月30日：みどりの窓口の営業を終了[13]。
- 2024年（令和6年）10月1日：えきねっとQチケのサービスを開始[1][報道 10]。

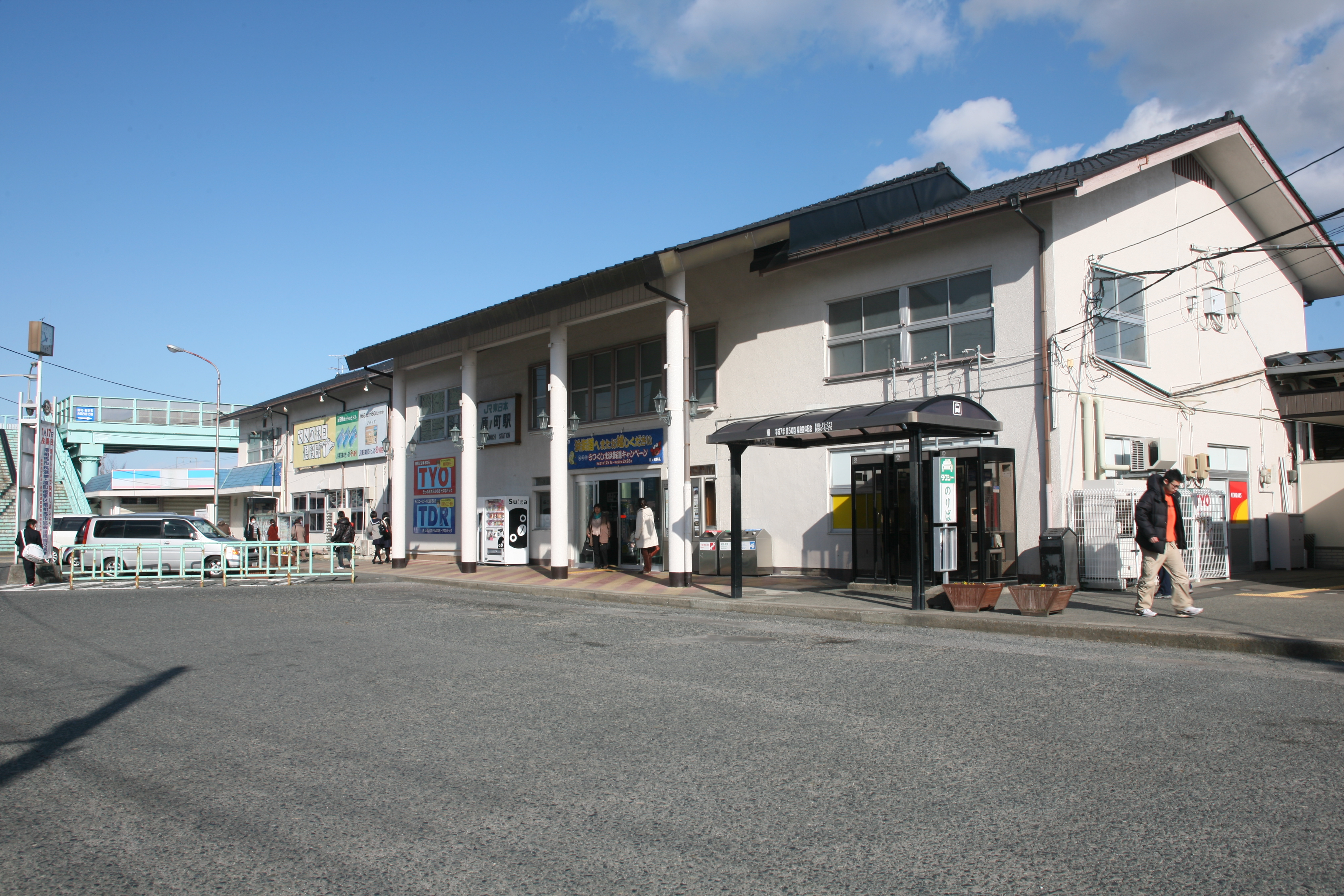
改修前の駅舎（2010年1月）
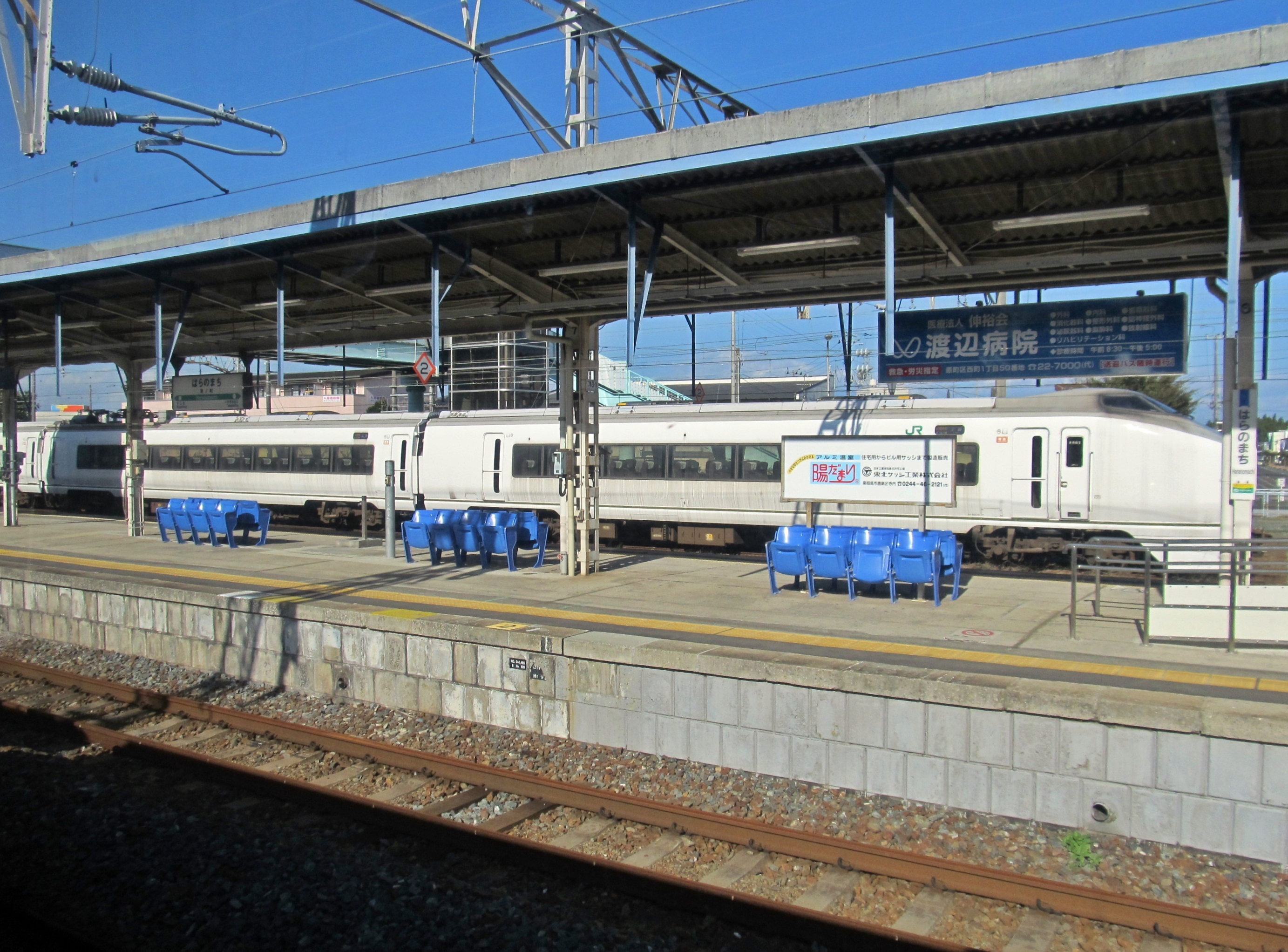
震災以降放置されていた車両（2012年10月）

### 駅名について
所在地の名前は「はらまち」だが、旧原町市を通っていた陸前浜街道の宿場は原町（はらのまち）宿と読んでいたため、駅名は後者を取って「はらのまち」とされたと推測される。

## 駅構造
2面3線のホームを持つ地上駅であり、留置線が敷設され、夜間滞泊が設定されている。ホーム間は跨線橋にて連絡する。
原ノ町統括センター（旧原ノ町運輸区）所在駅。直営駅で、管理駅として常磐線の大野駅 - 新地駅間の各駅を管理している（2017年〈平成29年〉の相馬駅の業務委託化前までは相馬駅 - 新地駅間は相馬駅が管理していた）。ただし、お客さまサポートコールシステムが導入されており、一部の日中時間帯は遠隔対応のため改札係員は不在となる。
駅の北側には東口方面へ行く跨線橋があり、車椅子用のエレベーターが設置されている。駅舎正面の「ひさし」を支えているのは竹筋コンクリート製支柱だった。現在は鉄筋コンクリート製となり、竹筋コンクリートの柱の一部が駅舎内に保存されている。
構内には自動券売機、話せる指定席券売機、自動改札機（Suica、えきねっとQチケ対応）、自動精算機、NewDays（Suica利用可）がある。自動精算機は浪江以南の首都圏Suicaエリアの駅から入場した交通系ICカードの精算出場処理に対応している。
震災前はびゅうプラザも営業をしていたが、震災の影響で営業を休止したまま、2015年（平成27年）6月に閉鎖した。2016年（平成28年）12月に、「原ノ町駅陣屋」として相馬野馬追に関する観光展示スペースが設けられた。

### のりば
| 番線 | 路線    | 方向 | 行先             |
| ---- | ------- | ---- | ---------------- |
| 1    | ■常磐線 | 下り | 岩沼・仙台方面   |
| 2    | ■常磐線 | 上り | いわき・水戸方面 |
| 3    | ■常磐線 | 上り | いわき・水戸方面 |
| 3    | ■常磐線 | 下り | 岩沼・仙台方面   |

普通列車はすべての列車が当駅で折り返す。いわき方面の列車は原則として2番線で折り返す。仙台方面の列車は主に駅舎側の1番線を使用するが、いわき方面の列車との接続時分や運用の都合によっては3番線も使用する。

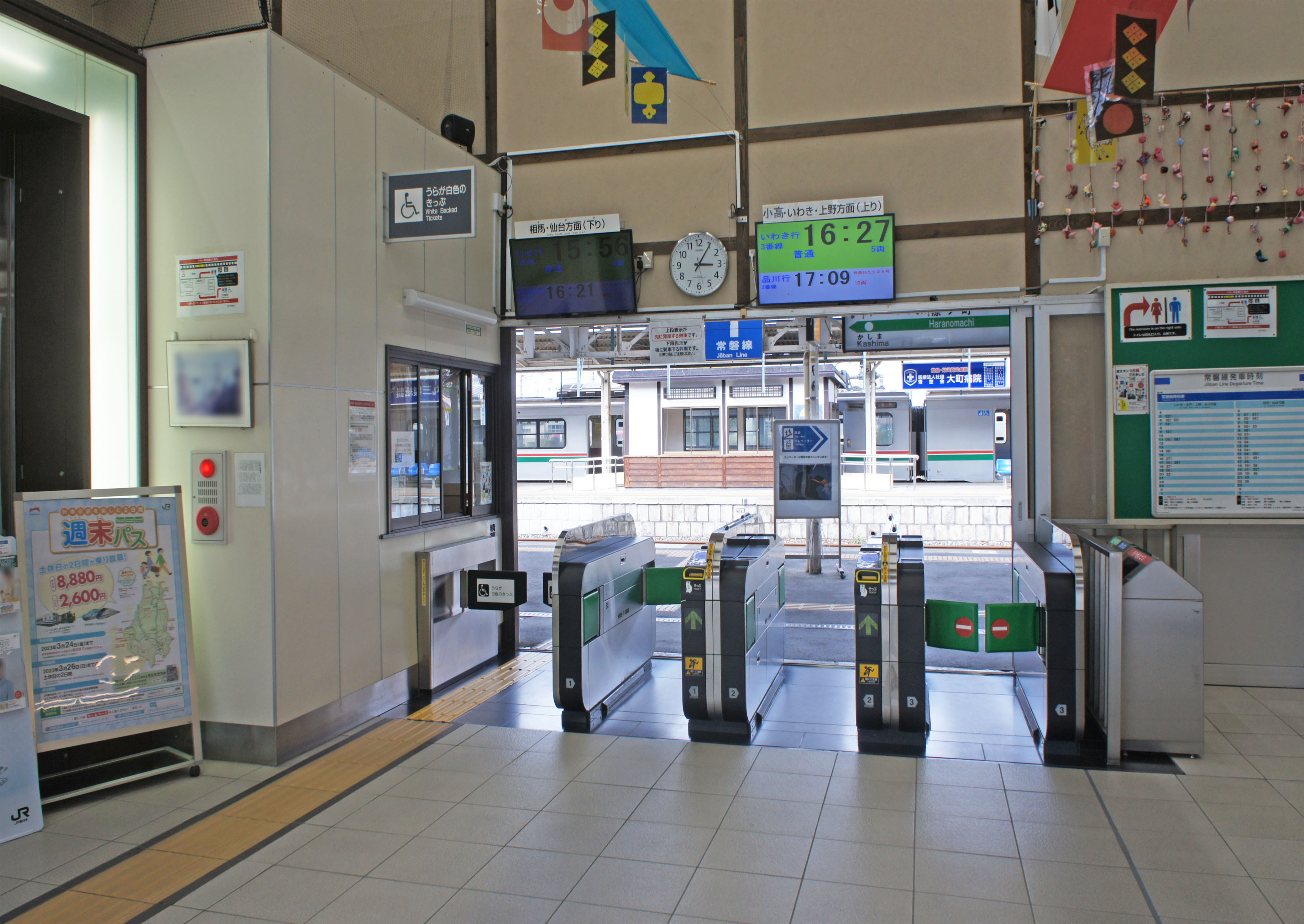
改札口（2022年4月）
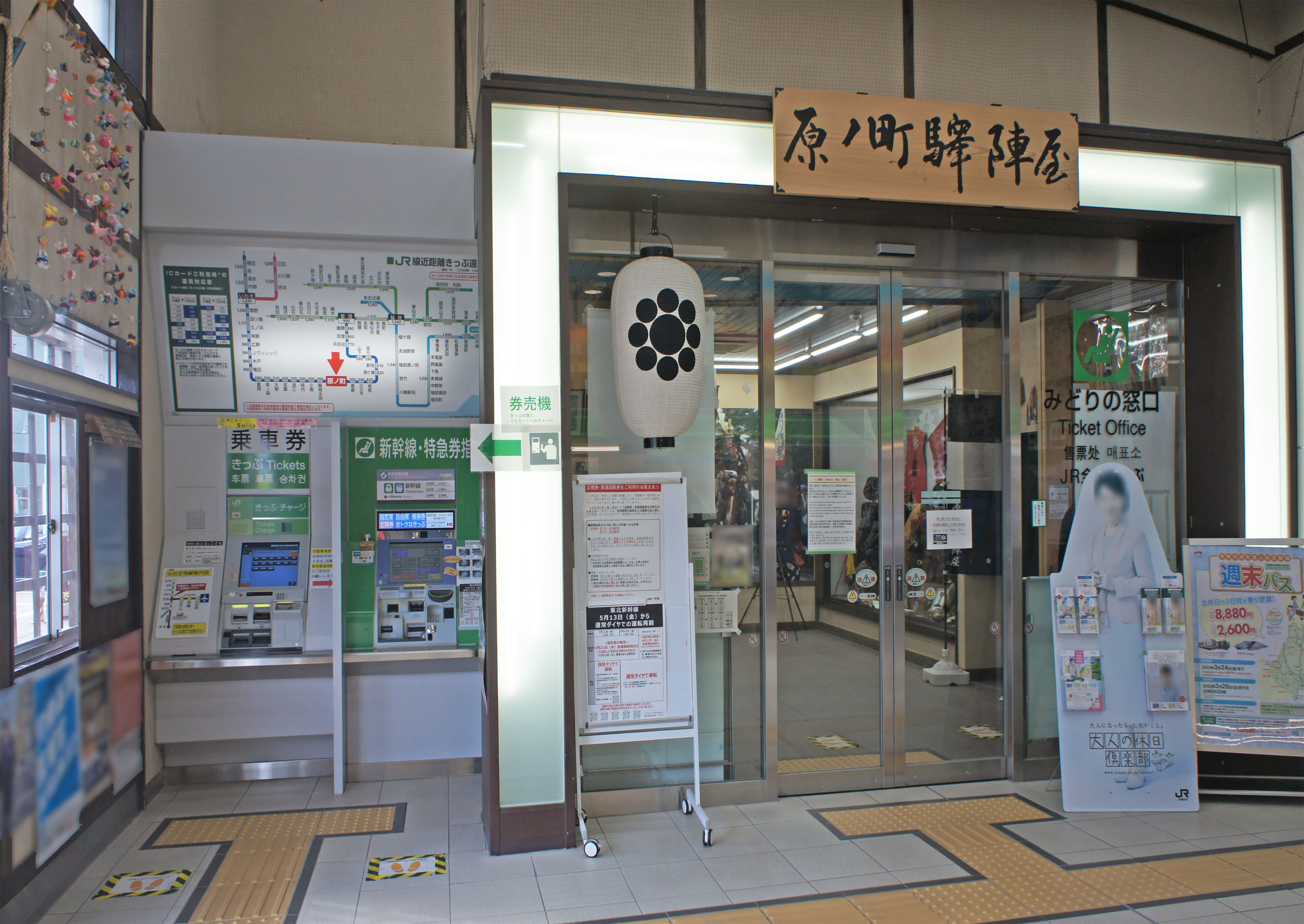
券売機と原ノ町駅陣屋（2022年4月）
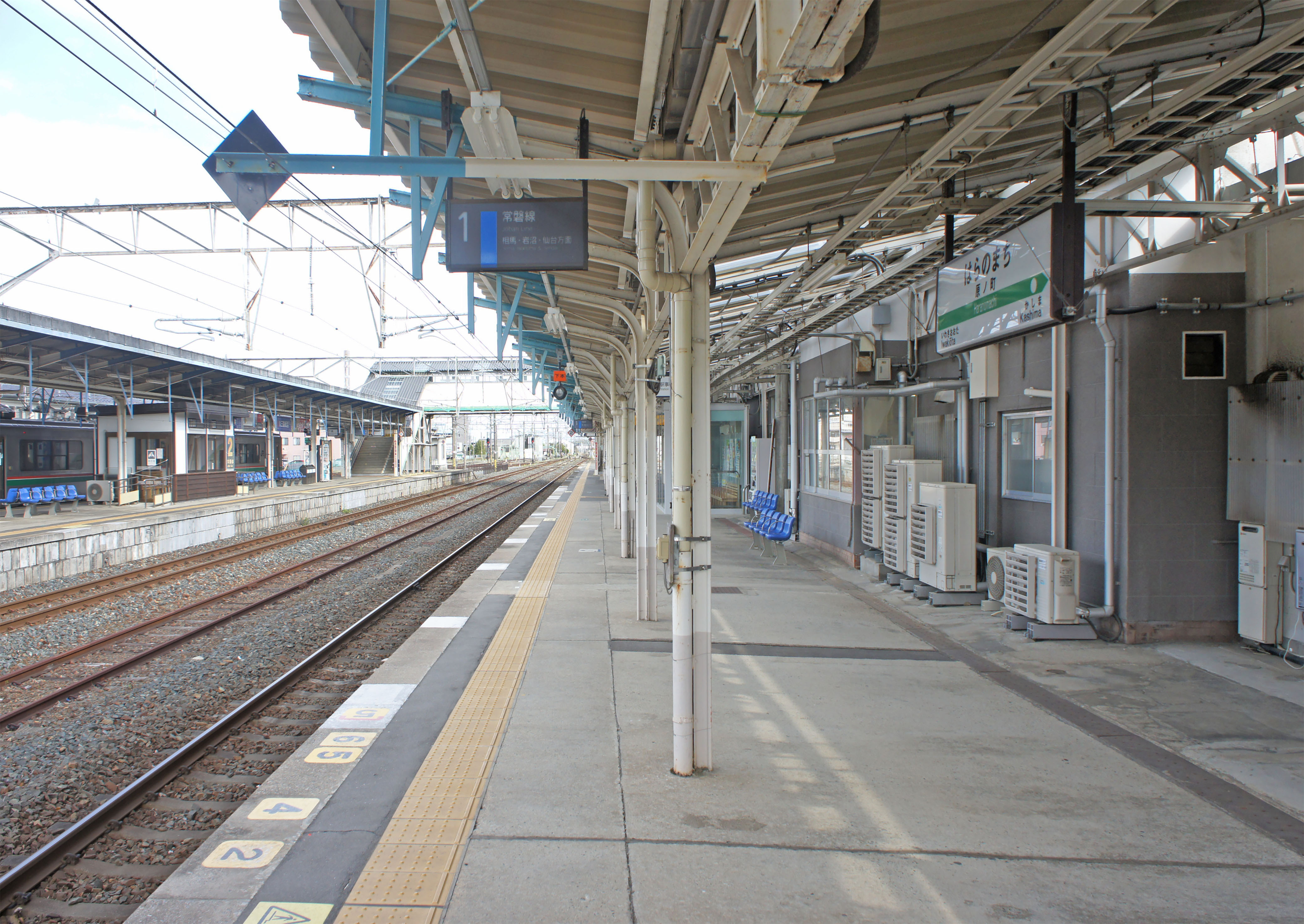
1番線ホーム（2022年4月）
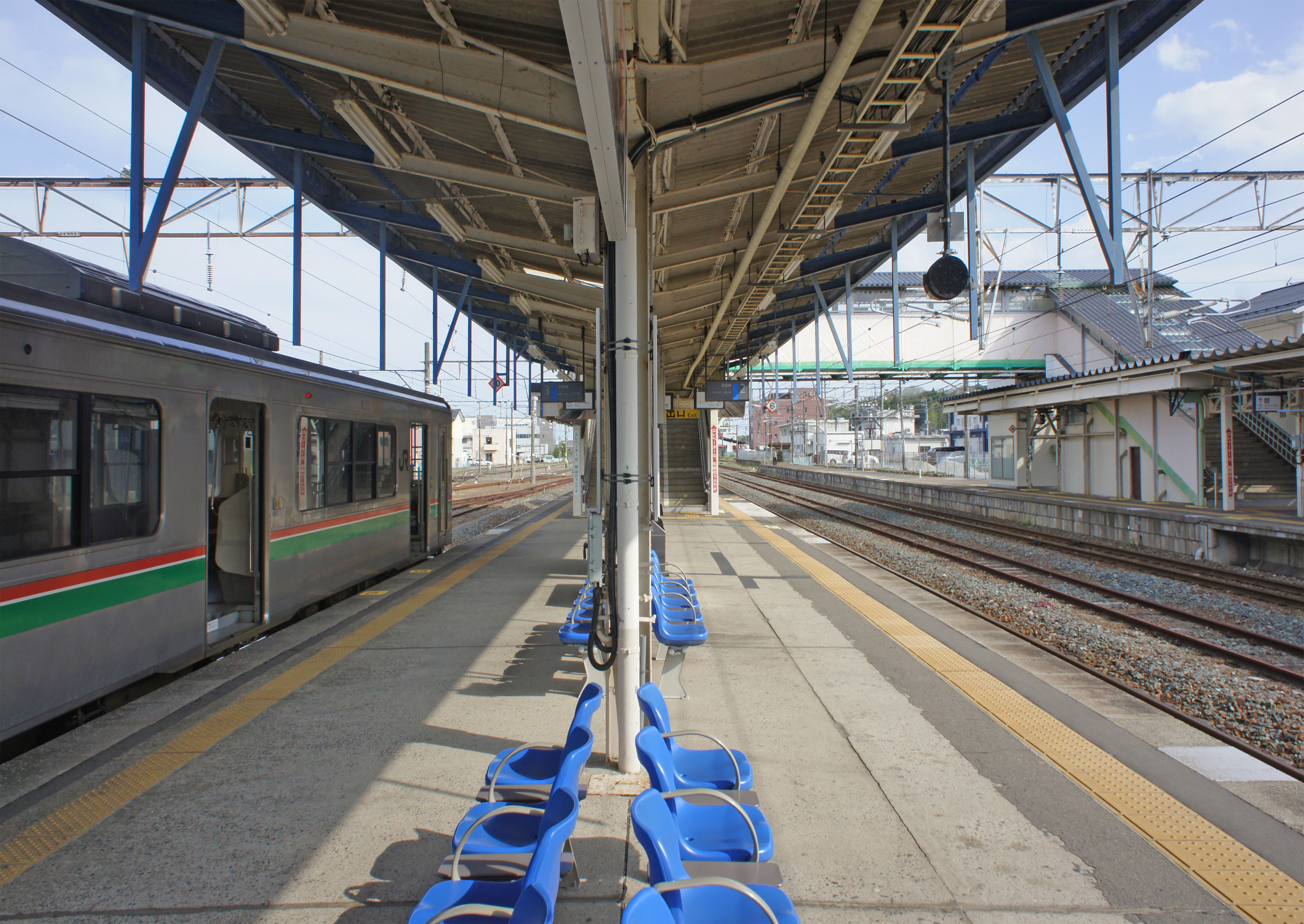
2・3番線ホーム（2022年4月）

## 駅弁
2010年（平成22年）ごろまでは、主な駅弁として下記を販売していた。丸屋が販売を担当し、立ち食いそばスタンドも営業していた。震災以降駅弁の販売及び立ち売り、立ち食いそばスタンドは営業を終了した。
なお、立ち食いそばは、駅前で「まるや」として営業を継続している。
- 浜のかにめし
- 舞たけごはん
- 浜べんとう
- 盆唄べんとう
- 汐干かり弁当（3月 - 8月）
- アツアッツほっきめし弁当
- あつあつ鮭めし
- いなり天ざる（要予約）

## 利用状況
JR東日本によると、2023年度（令和5年度）の1日平均乗車人員は1,004人である。
2000年度（平成12年度）以降の推移は以下のとおりである。
| 1日平均乗車人員推移 | 1日平均乗車人員推移 | 1日平均乗車人員推移 | 1日平均乗車人員推移 | 1日平均乗車人員推移 |
| 年度                | 定期外              | 定期                | 合計                | 出典                |
| ------------------- | ------------------- | ------------------- | ------------------- | ------------------- |
| 2000年（平成12年）  |                     |                     | 2,336               | [ 利用客数 2 ]      |
| 2001年（平成13年）  |                     |                     | 2,219               | [ 利用客数 3 ]      |
| 2002年（平成14年）  |                     |                     | 2,144               | [ 利用客数 4 ]      |
| 2003年（平成15年）  |                     |                     | 2,088               | [ 利用客数 5 ]      |
| 2004年（平成16年）  |                     |                     | 2,042               | [ 利用客数 6 ]      |
| 2005年（平成17年）  |                     |                     | 1,991               | [ 利用客数 7 ]      |
| 2006年（平成18年）  |                     |                     | 1,906               | [ 利用客数 8 ]      |
| 2007年（平成19年）  |                     |                     | 1,851               | [ 利用客数 9 ]      |
| 2008年（平成20年）  |                     |                     | 1,815               | [ 利用客数 10 ]     |
| 2009年（平成21年）  |                     |                     | 1,717               | [ 利用客数 11 ]     |
| 2010年（平成22年）  |                     |                     | 1,679               | [ 利用客数 12 ]     |
| 2011年（平成23年）  | 非公表              | 非公表              | 非公表              |                     |
| 2012年（平成24年）  | 135                 | 483                 | 619                 | [ 利用客数 13 ]     |
| 2013年（平成25年）  | 134                 | 479                 | 613                 | [ 利用客数 14 ]     |
| 2014年（平成26年）  | 139                 | 454                 | 593                 | [ 利用客数 15 ]     |
| 2015年（平成27年）  | 141                 | 467                 | 609                 | [ 利用客数 16 ]     |
| 2016年（平成28年）  | 204                 | 468                 | 672                 | [ 利用客数 17 ]     |
| 2017年（平成29年）  | 340                 | 634                 | 975                 | [ 利用客数 18 ]     |
| 2018年（平成30年）  | 357                 | 667                 | 1,024               | [ 利用客数 19 ]     |
| 2019年（令和元年）  | 358                 | 672                 | 1,031               | [ 利用客数 20 ]     |
| 2020年（令和02年）  | 234                 | 604                 | 838                 | [ 利用客数 21 ]     |
| 2021年（令和03年）  | 255                 | 592                 | 847                 | [ 利用客数 22 ]     |
| 2022年（令和04年）  | 333                 | 580                 | 913                 | [ 利用客数 23 ]     |
| 2023年（令和05年）  | 386                 | 618                 | 1,004               | [ 利用客数 1 ]      |

## 駅周辺

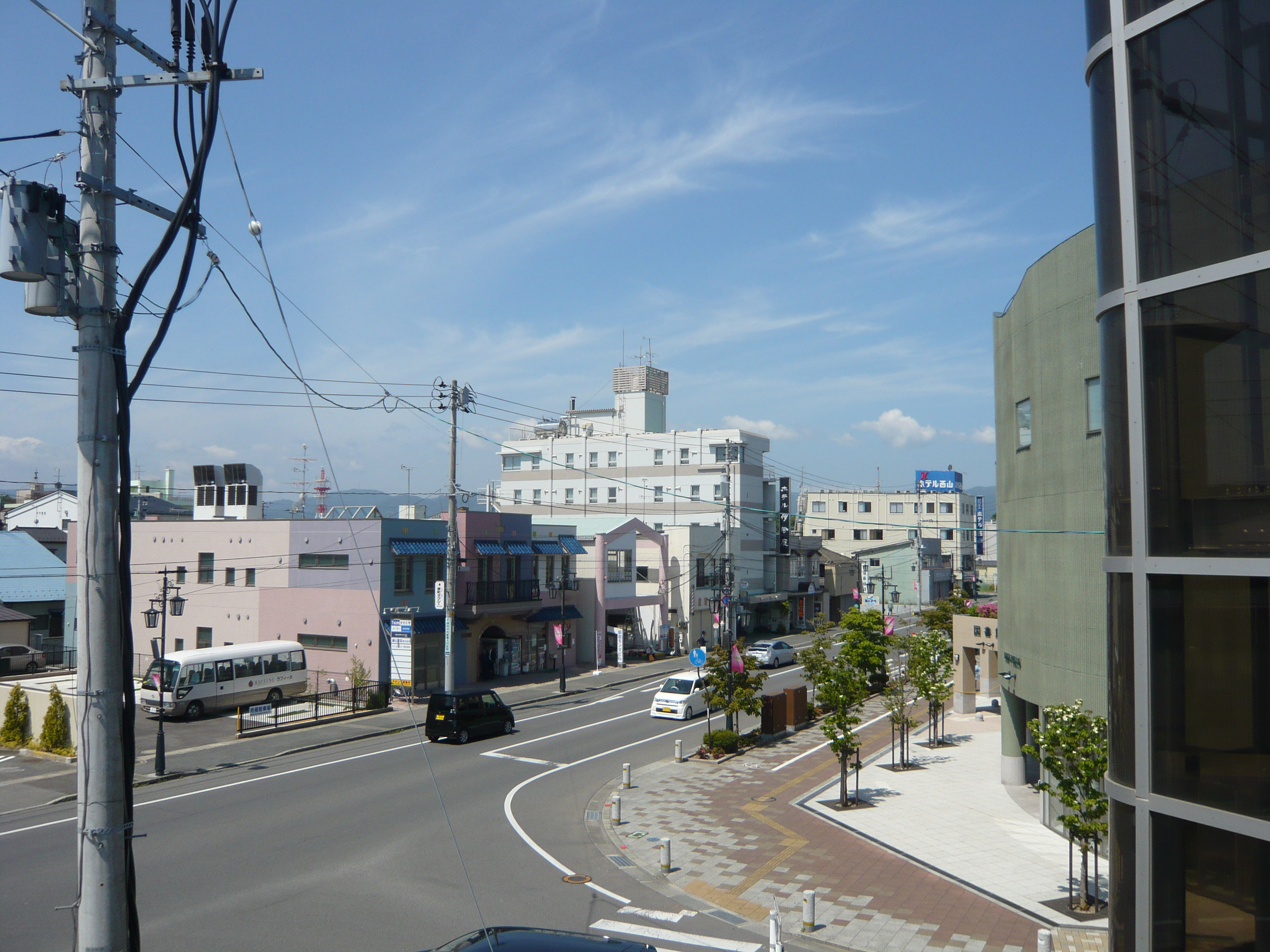
駅前（2013年6月）

駅は南相馬市中心部に位置する。
- 原ノ町駅前郵便局
- 福島県南相馬合同庁舎
- 南相馬警察署駅前交番
- 相馬公共職業安定所原町出張所
- 福島県道12号原町川俣線
- 福島県道74号原町海老相馬線
- 福島県道262号小浜字町線
- 道の駅南相馬
- 新田川
- 丸屋（ホテルおよび原ノ町駅弁調製元）
- ヨークタウン原町
- 原町中央自動車学校
- 東北労働金庫原町支店
- 丸三製紙本社工場
- 大町病院
- 小野田病院

## バス路線
- 福島交通（相馬営業所）- 福島駅・相馬方面
- 東北アクセス - 仙台・福島駅・東京・市内（高平・渋佐）方面
- 新常磐交通（北営業所）（※当分の間運休[18]）

## 隣の駅
東日本旅客鉄道（JR東日本）
■常磐線
- 特急「ひたち」停車駅

■普通
磐城太田駅 - 原ノ町駅 - *（高平信号所） - 鹿島駅
*打消線は廃止信号所

### 記事本文

#### 報道発表資料
1. ↑  『Suicaをご利用いただけるエリアが広がります。』（PDF）（プレスリリース）東日本旅客鉄道、2008年12月22日。オリジナルの2020年5月24日時点におけるアーカイブ。2020年5月25日閲覧。
2. ↑  『代行バスの運転について』（PDF）（プレスリリース）東日本旅客鉄道水戸支社、2011年5月20日。オリジナルの2011年8月15日時点におけるアーカイブ。2020年5月27日閲覧。
3. ↑  『常磐線の運転計画について』（プレスリリース）東日本旅客鉄道水戸支社、2011年12月14日。オリジナルの2012年1月30日時点におけるアーカイブ。2011年12月14日閲覧。
4. ↑  『常磐線竜田駅〜原ノ町駅間代行バスの運行について』（PDF）（プレスリリース）東日本旅客鉄道水戸支社、2015年1月22日。オリジナルの2015年1月24日時点におけるアーカイブ。2015年1月24日閲覧。
5. ↑  『常磐線（小高駅〜原ノ町駅間）の運転再開について』（PDF）（プレスリリース）東日本旅客鉄道水戸支社、2016年5月31日。オリジナルの2016年5月31日時点におけるアーカイブ。2020年5月27日閲覧。
6. ↑  『富岡町、浪江町の避難指示解除に伴う常磐線の運行について』（PDF）（プレスリリース）東日本旅客鉄道水戸支社、2017年3月10日。オリジナルの2017年3月12日時点におけるアーカイブ。2020年5月27日閲覧。
7. ↑  『常磐線（富岡駅～浪江駅間）の運転再開について』（PDF）（プレスリリース）東日本旅客鉄道、2020年1月17日。オリジナルの2020年4月19日時点におけるアーカイブ。2020年5月27日閲覧。
8. ↑  『常磐線（富岡駅〜浪江駅間）の運転再開及びおトクなきっぷの発売等について』（PDF）（プレスリリース）東日本旅客鉄道水戸支社、2020年1月17日。オリジナルの2020年4月11日時点におけるアーカイブ。2020年3月14日閲覧。
9. ↑  『原ノ町駅における相馬野馬追の魅力発信』（PDF）（プレスリリース）東日本旅客鉄道水戸支社、2020年7月9日。オリジナルの2020年7月9日時点におけるアーカイブ。2020年7月9日閲覧。
10. ↑  『Suicaエリア外もチケットレスで! 東北エリアから「えきねっとQチケ」がはじまります』（PDF）（プレスリリース）東日本旅客鉄道、2024年7月11日。オリジナルの2024年7月11日時点におけるアーカイブ。2024年8月1日閲覧。

#### 新聞記事
1. ↑  「震災で止まって置き去りの電車、撤去作業開始」『読売新聞』2016年3月14日。オリジナルの2018年5月10日時点におけるアーカイブ。2024年11月5日閲覧。
2. ↑  「JR原ノ町駅の発車曲「相馬流れ山」に 常磐線全線再開の14日から」『福島民報』。2024年11月5日閲覧。[リンク切れ]
3. ↑  「JR原ノ町駅城壁風に 「相馬野馬追」文化、歴史伝える」『福島民報』2020年7月16日。オリジナルの2020年7月30日時点におけるアーカイブ。2020年7月30日閲覧。

### 利用状況
1. 1 2  “各駅の乗車人員（2023年度）”.   東日本旅客鉄道. 2024年7月21日閲覧。
2. ↑  “各駅の乗車人員（2000年度）”.   東日本旅客鉄道. 2019年3月3日閲覧。
3. ↑  “各駅の乗車人員（2001年度）”.   東日本旅客鉄道. 2019年3月3日閲覧。
4. ↑  “各駅の乗車人員（2002年度）”.   東日本旅客鉄道. 2019年3月3日閲覧。
5. ↑  “各駅の乗車人員（2003年度）”.   東日本旅客鉄道. 2019年3月3日閲覧。
6. ↑  “各駅の乗車人員（2004年度）”.   東日本旅客鉄道. 2019年3月3日閲覧。
7. ↑  “各駅の乗車人員（2005年度）”.   東日本旅客鉄道. 2019年3月3日閲覧。
8. ↑  “各駅の乗車人員（2006年度）”.   東日本旅客鉄道. 2019年3月3日閲覧。
9. ↑  “各駅の乗車人員（2007年度）”.   東日本旅客鉄道. 2019年3月3日閲覧。
10. ↑  “各駅の乗車人員（2008年度）”.   東日本旅客鉄道. 2019年3月3日閲覧。
11. ↑  “各駅の乗車人員（2009年度）”.   東日本旅客鉄道. 2019年3月3日閲覧。
12. ↑  “各駅の乗車人員（2010年度）”.   東日本旅客鉄道. 2019年3月3日閲覧。
13. ↑  “各駅の乗車人員（2012年度）”.   東日本旅客鉄道. 2019年3月3日閲覧。
14. ↑  “各駅の乗車人員（2013年度）”.   東日本旅客鉄道. 2019年3月3日閲覧。
15. ↑  “各駅の乗車人員（2014年度）”.   東日本旅客鉄道. 2019年3月3日閲覧。
16. ↑  “各駅の乗車人員（2015年度）”.   東日本旅客鉄道. 2019年3月3日閲覧。
17. ↑  “各駅の乗車人員（2016年度）”.   東日本旅客鉄道. 2019年3月3日閲覧。
18. ↑  “各駅の乗車人員（2017年度）”.   東日本旅客鉄道. 2019年3月3日閲覧。
19. ↑  “各駅の乗車人員（2018年度）”.   東日本旅客鉄道. 2019年7月6日閲覧。
20. ↑  “各駅の乗車人員（2019年度）”.   東日本旅客鉄道. 2020年7月12日閲覧。
21. ↑  “各駅の乗車人員（2020年度）”.   東日本旅客鉄道. 2021年7月10日閲覧。
22. ↑  “各駅の乗車人員（2021年度）”.   東日本旅客鉄道. 2022年8月7日閲覧。
23. ↑  “各駅の乗車人員（2022年度）”.   東日本旅客鉄道. 2023年7月10日閲覧。